# Приключения Конана-варвара
Приключения Конана-варвара (Conan the Adventurer, также известен как «Конан: Искатель приключений») — американский мультипликационный сериал от Jetlag Productions и Sunbow Productions, созданный на основе литературного персонажа Конана-варвара Роберта Говарда.
Премьера первой серии состоялась 1 октября 1992 года. Всего было создано 65 серий, а закончился их показ 22 ноября 1993 года.

## Содержание
Конан провёл детство в племени варваров в Киммерии, гористой северной стране своих предков. Однажды, когда Конан был ещё мальчиком, они с дедом увидели «плач небес» - звездопад. Как оказалось, упавшие метеориты состояли из очень прочного металла, и отец Конана, который был кузнецом, выковал из них множество мечей и кинжалов. Он также выковал звёздный меч специально для сына, но, так как Конан был ещё молод, отец спрятал оружие под огромным камнем, обещав сыну, что тот получит это оружие, как только ему хватит сил добыть его.
В то же время колдун Рат-Амон (англ. Wrath-amon) получил от своего господина, змеебога Сета, послание: звёздный металл поможет ему, Сету, вернуться обратно на Землю и поработить мир смертных. Для этого людям-змеям нужно построить семь пирамид с кольцами из звёздного металла на вершинах. На второй год поисков Рат-Амон узнал, что значительную часть звёздного металла собрали киммерийцы, но, явившись в поселение варваров, обнаружил, что кузнец успел распродать все изделия. В ярости Рат-Амон обратил мастера и его семью в каменные статуи. Конан поклялся отомстить Рат-Амону и вернуть к жизни отца, мать и деда. С этого момента начинается его великое путешествие, полное опасностей и приключений.

## Русский дубляж
Первый состав 2x2
Роли озвучивали:
Александр Клюквин озвучил Конана.
Вадим Андреев озвучил Ниддла, Снегга, Рам-Амона и второстепенных персонажей.
Андрей Ярославцев озвучил Принца Зулу, Грейвульфа, Рат-Амона и второстепенных персонажей.
Второй состав REN-TV:
Роли озвучивали 
Владимир Герасимов озвучил Конана, Фолкнера, Сета, Скалкура и второстепенных персонажей.
Александр Комлев озвучил Ниддла, Мишу, Дреггса и второстепенных персонажей.
Александр Новиков озвучил Принца Зула, Снегга, Грейвульфа, Рат-Амона, Летающего Клыка, Рам-Амона и второстепенных персонажей.
Ольга Шорохова озвучила Джасмин, Сашу, Мезмиру и второстепенных персонажей.

## Персонажи

#### Герои
Конан — главный герой мультсериала, отважный варвар из Киммерии, король атлантов, как узнаёт впоследствии. Это высокий длинноволосый брюнет мускулистого телосложения, невероятно сильный и выносливый. Глаза Конана голубые, кожа — белая (а не смуглая, как у оригинала). В отличие от описаний Роберта Говарда, одежда варвара в мультсериале достаточно открыта и подчеркивает его мускулы. Он носит меховой плащ, кожаную набедренную повязку с металлическим ремнём с изображением львиной головы, железные браслеты на запястьях и кожаные сапоги. Иногда Конан появляется в утепленной одежде, которая прикрывает голову, торс и ноги, а во время далеких странствий его и других протагонистов можно увидеть в одежде, соответствующей местным традициям. Уши варвара украшают золотые серьги, а шею — амулет Вателоса, об истинных свойствах которого он узнает в ходе развития сюжета. Вооружен длинным мечом из звёздного металла и волшебным щитом, который является убежищем маленького феникса Ниддла. Конан отлично владеет оружием, обучен кулачному бою и кузнечному ремеслу. Действует в соответствии с внутренним кодексом, типаж "благородного варвара". В первых сериях не умеет читать, моется раз в год, предпочитает грубую силу. Со временем осваивает грамоту, боевые искусства и прочие знания, оставаясь в душе таким же простым и прямолинейным. Когда Конан был рабом-гребцом на галерах Рат-Амона, познакомился с Зулой, гипнотизёром и королём чернокожего племени вассаев. После освобождения Конан и Зула стали кровными братьями. Благодаря Зуле и Джеббалу Сэгу обрёл своё тотемное животное — льва. Конан свято чтит обычаи своего народа и бога Крома, которого часто упоминает. Падок до красивых женщин и сам привлекателен для них. Муж Джасмин. Из-за наивности и доверчивости киммериец не раз становится жертвой козней и колдовских чар своих противников, в частности гипнотические чары.
Ниддл  — птенец феникса. Достался Конану от духа мудреца Эпимитриуса вместе с щитом одного из великих полководцев древности. Невосприимчив к огню, поскольку был рождён в нём. Мечта Ниддла — стать большим и сильным фениксом, отчего однажды он чуть не предал Конана. Но вырасти он может, только совершая добрые поступки, а из-за малодушия  сто лет не рос. Обожает гранаты. Может вселяться в любые плоские предметы (на них появляется изображение феникса), но его истинным прибежищем является щит Эпимитриуса. Изначально не хотел отправляться в странствия с Конаном, но в итоге привязался к нему и старается быть полезным. Очень редко называет героев по именам, предпочитая давать прозвища — например, Джасмин зовет Звёздной Девушкой за её сюрикэны, Зулу — Тигриным Королём, а самого Конана — Большим Глупым Варваром. Несмотря на ворчание и колкости, очень предан Конану и его друзьям и не раз выручает их в трудных ситуациях.
Зула — король чернокожего племени вассаев, двоюродный брат Гору. Обладает таким же мускулистым телосложением, как и Конан. На лицо Зулы с обеих сторон нанесены три разноцветных треугольника — символ вассаев. Носит легкую одежду из шкуры тигра, пояс с изображением тигриной головы и кожаные сапоги, на левом запястье — золотой браслет, на правой — кожаный. Глаза у Зулы чёрные, волосы чёрные, завязанные в чёрную резинку. Шею короля украшает ожерелье из трех тигриных клыков. Иногда Зула появляется в утеплённой одежде, которая прикрывает голову, торс и ноги, а во время дальних странствий его и других протагонистов можно увидеть в одежде, соответствующей местным традициям. Гипнотизёр. Зула познакомился с Конаном, будучи рабом-гребцом на галерах Рат-Амона. После освобождения он и киммериец становятся кровными братьями. Образованный, рассудительный и мудрый, он поклоняется звериному духу Джеббалу Сэгу. Используя его знак, король вассаев может призывать на помощь диких животных. Благодаря Джеббалу Сэгу Зула также овладел гипнозом и обрёл своё тотемное животное — тигра. В бою поначалу использует болас из звёздного металла, которым опутывает врагов. Позже, ввиду неудобства, изготавливает себе другое метательное оружие — бумеранг. Кроме того, Зула мастерски стреляет из лука. Мастер боевых искусств. Также Зула профессиональный охотник. В конце сериала принял приглашение Джасмин и выступает в цирке в качестве гипнотизёра и силача на арене. Также Зула стал учеником Грейвульфа и осваивает магию. Также в конце сериала Зула стал мужем принцессы Азуэль, которая стала королевой племени вассаев.
Джасмин (при рождении Лавиния) — девушка-циркачка. Дочь смертной женщины и человека-змеи, о чем узнает в ходе развития сюжета. Аристократка, в младенчестве украденная и проданная в цирк. Великолепно владеет четырьмя сюрикэнами из звёздного металла, которые были выкованы отцом Конана. Джасмин чрезвычайно ловка и обладает навыками акробатики. Она умна, рациональна и справедлива, но более других склонна к сопереживанию и сочувствию. Почитает бога Митру. Жена Конана. В конце сериала пригласила в свою цирковую труппу Зулу в качестве гипнотизёра и силача на арене. Озвучена Джанис Джод.
Снегг — герой приморского племени ванирийцев, стереотипный викинг. Внешне — рыжебородый мужчина внушительного роста и телосложения, носит кожаные доспехи и металлический шлем с рогами. Обладает силой, сопоставимой с силой Конана, но, в отличие от него, прекрасно чувствует себя на воде. Как и другие ванирийцы, поклоняется богу Вотану. Вооружен секирой, выкованной из звёздного металла. Хотя Снегг и страшен в бою, в остальное время он добродушен, любит выпить и пошутить. Кроме того, невзирая на грубую внешность, он довольно учтив и вежлив с дамами. Несмотря на напряженные отношения и соперничество между ванирийцами и киммерийцами, Снегг остается верным другом Конана. Лишь однажды приспешникам Сета удается разжечь войну между племёнами, в результате чего долг велит друзьям столкнуться в бою.
Грейвульф — колдун из города волшебников Ксантуса. Мудрый, сдержанный и проницательный, он прекрасно разбирается в заклятиях и старинных манускриптах. Владеет магией ветра, в качестве оружия пользуется волшебный посохом. Позже прикрепляет к нему артефакт из звёздного металла, чем увеличивает его мощь. Носит тюрбан и плащ, который способен превращаться в ковёр-самолёт. Обычно волшебник не снимает своего тюрбана, однако в одной из серий выясняется, что под ним у него длинные белокурые волосы. У Грейвульфа есть брат Миша и сестра Саша, которых проклятие Месмиры обратило в волков. Освобождение родных стало одной из главных целей волшебника. Грейвульф просвещает протагонистов и обеспечивает им магическую поддержку во время совместных странствий; нередко именно ему удается заблаговременно раскрыть планы злодеев, но остальные герои не всегда верят его словам. Влюблён в Предводительницу Волков. В конце сериала стал учителем Зулы и учит его магии.
Саша и Миша — старшие сестра и брат Грейвульфа соответственно. Тоже волшебники (Саша — маг огня, Миша — маг воды). Злая колдунья Месмира превращает их в злых волков. Грейвульф пытается снять заклятие, однако ему удается лишь прогнать звериный дух и вернуть близким разум. Маг клянётся освободить их от волчьего облика, и теперь они всюду следуют за ним, стараясь помочь. Съев цветок ликантроса, обретают способность на полнолуние снова становиться людьми, пока не взойдёт солнце.
Фальконер — воин из королевства Кусан, обладатель «мантии ветра». В бою использует плеть, наконечники которой выполнены из звёздного металла. Фальконера поддерживает ручной сокол по имени Острый Коготь. Может летать благодаря своей волшебной мантии, которую может использовать только он. Давний враг Вингфенга — одного из генералов Рат-Амона.

### Злодеи
Сет (также Дамбалла) — огромное змееподобное божество стигийцев, главный антагонист мультсериала. Заточён в Бездне, откуда командует людьми-змеями через своего полководца Рат-Амона. Сет был изгнан в небытие магами много тысяч лет назад и жаждет вернуться обратно в мир людей, чтобы поработить его. Для этого ему требуется семь пирамид с кольцами из звёздного металла, за которым неустанно охотятся его приспешники. Самый могущественный и опасный из врагов Конана. Сет обладает несравненной разрушительной и гипнотической силой. Однажды ему удалось загипнотизировать Конана, но вмешательство Ниддла предотвратила гибель варвара. Яд его клыков чрезвычайно пагубен.
Рат-Амон — змеечеловек, предводитель армии Сета и ключевой антагонист мультсериала. Был создан Сетом из прирученной людьми-змеями рептилии, когда его предшественник Рам-Амон не справился со своими обязанностями. Рат-Амон выглядит крупным мускулистым мужчиной с острыми зубами и желтыми змеиными глазами, свой истинный змееподобный облик принимает при близости звёздного металла. Носит длинный красный плащ, рогатый шлем и могучие зеленые доспехи, изображающие змей. Рат-Амон агрессивен, коварен и очень могуществен. Обладатель Чёрного кольца, которое заключает в себе силу самого Сета и является символом преданности ему. Без кольца Рат-Амон теряет сверхъестественные силы и принимает изначальный облик. В бою, помимо разрушительной магии Чёрного кольца, использует изогнутый меч и металлические когти, прикрепленные к правому наручу. Отдает приказы из своей пирамиды в Стигии. Благодаря колдовству может заглядывать в разные концы мира и общаться со своими сторонниками на расстоянии. Перемещается на летающей колеснице, запряженной драконами.
Дреггс — небольшой змей-наг, помощник Рат-Амона. Дреггс почти не умеет драться и очень труслив. При этом любит хвастаться, чтобы произвести впечатление и тайно мечтает о власти. Раболепно служит Рат-Амону, хотя тот его совершенно не ценит. (Собственно, до него служил Рам-Амону и точно так же не видел и от прежнего хозяина никакой благодарности все его господа, по мнению змеёныша, хулиганы и грубияны) .Тем не менее, Дреггс иногда бывает полезен, особенно в разведывательных вылазках. Извечный враг Ниддла. Дреггс успевает за день десяток раз сменить сторону из-за подлости и трусости — по сути, «предай их всех, останься верен себе».
Вингфенг (Летающий Клык) — крылатое чудовище с мордой дракона и четырьмя когтистыми руками, один из предводителей войск Рат-Амона и старый враг Фальконера. Две сотни лет назад был знатным человеком, знаменитым полководцем и наследником престола Вентурисом. В результате столкновения с Рат-Амоном стигийский колдун превратил его в чудовище и сделал своим слугой. Увидев новый облик Вентуриса, возлюбленная отвергла его. Став подручным Рат-Амона, Летающий Клык тайно надеется отомстить ему и снова стать человеком. Долгие годы он ищет способы снять проклятие, и однажды благодаря Джасмин ему это удается. Между Вентурисом и Джасмин (которая похожа на его прежнюю возлюбленную) начинается роман, но Рат-Амон, узнав о предательстве Вингфенга, шантажом заставляет его вернуться к прежнему облику. В результате чудовищу приходится смириться со своей участью.
Скалкур — нежить, один из предводителей сил Рат-Амона. В прошлом был амбициозным чернокожим воином по имени Сакумбе. Чтобы сделать своего союзника Садинара верховным жрецом Дамбаллы (одна из ипостасей Сета), похищает для него могущественный колдовской посох, но маг отвечает ему предательством. Тогда Сакумбе заключает союз с Рат-Амоном, и, усиленный колдовством Чёрного кольца, возвращается для мести Садинару. Садинар накладывает на воина проклятие, но оно, смешавшись с магией Рат-Амона, приводит к превращению Сакумбе в живого мертвеца. Скалкур выглядит скелетом с седыми волосами, носит рогатый шлем и синие кожаные доспехи. Он — могущественный некромант, способный поднимать мертвых и управлять ими. Большую часть времени покоится в своем саркофаге, ожидая приказов Рат-Амона. Скалкур помнит о своей вражде с Садинаром и жаждет отомстить ему.
Месмира — стигийская ведьма, выступающая противницей, а иногда — ненадежной союзницей протагонистов. Тайно мечтает свергнуть Рат-Амона, чтобы стать вечно молодой королевой Стигии. Неравнодушна к Конану и Зуле; не сумев соблазнить их, пытается подчинить варвара и короля с помощью гипноза и сделать их своими личными рабами. Её увлечение Конаном и Зулой вызывает особенную неприязнь Джасмин. Вторым непримиримым врагом Месмиры является Грейвульф, чьи брат и сестра были обращены колдуньей в волков. Протагонисты не доверяют коварной Месмире, но ей не раз удается поставить им условия, с которыми они вынуждены смириться.
Рам-Амон — стигийский колдун, предшественник Рат-Амона на посту предводителя армии Сета и обладателя Чёрного кольца. Свергнут и заключён в темницу Рат-Амоном, впоследствии освобождён Конаном. Временно объединился с протагонистами для противостояния Рат-Амону, но затем предал их и вернулся на сторону Сета.
Гору — двоюродный брат Зулы. В надежде свергнуть короля вассаев тайно служит Рат-Амону и чинит козни протагонистам. Обладает таким же мускулистым телосложением, как и Зула с Конаном. Колдун. В отличие от Зулы, Гору не владеет гипнозом, но использует чёрную магию, в частности, магию Вуду. При помощи кукл Вуду пытался убить Конана и Зулу, но вмешательство Конана и льва Амры не позволили ему это сделать. Гору тоже владеет чарами Джеббала Сэга, тотемный зверь — шакал.

## Немного о вселенной Конана
Звёздный металл — очень крепкий металл, разрубает мечи из обычной стали. В природе не образуется, добывается из «звёзд», упавших с неба. При появлении рядом змеелюдей начинает светиться ярким светом, змеелюди, в свою очередь, приобретают свой истинный змеиный облик, при прикосновении или близком приближении (около 10 см.) они отправляются в бездну.
Магия — магия передаётся по наследству, у каждого мага есть врождённая магическая мощь, которая может развиваться тренировками. Магические предметы могут быть применены любыми людьми, но для этого нужно знать определённое заклинание. Посохи и магические артефакты могут усиливать мощь мага, поэтому они особенно для них ценны. Вероятно, есть несколько школ магии, это можно судить по разным техникам произведения заклинания, некоторые колдуны делают это мысленно, многие же — говорят заклинания на латыни.

## Список эпизодов
Сезон 1:
- 01 — Ночь огненных слёз. Начало истории: детство и юность Конана, создание его отцом меча из звёздного металла. Нападение Рат-Амона. Клятва Конана отомстить и начало его странствий. Встреча с призраком мудреца Эпиметреуса и с птенцом феникса Ниддлом.
- 02 — Кровный брат. Конан оказывается на стигийской галере среди гребцов, где знакомится с Зулой — темнокожим воином из племени вассаев. Вместе они поднимают бунт и умудряются сбежать. Благодаря помощи Конана Зула возвращается на родину (оказывается он принц и наследник короля вассаев) и провозглашает Конана своим кровным братом. Кроме того, выясняется, что у Зулы есть оружие из звёздного металла, похожее на бумеранг.
- 03 — Звезда Шадизара. В поисках средства от проклятья камня Рат-Амона Конан приезжает в город Шадизар. Там он узнаёт о башне волшебника, в которой хранится могучий талисман. Конан решает выкрасть его, но во время всех приключений в городе он знакомится с очаровательной циркачкой Джасмин, у которой на вооружении — метальные звезды из чудо-металла.
- 04 — Конан-гладиатор. Во время странствий по джунглям, Конан, Зула и Джасмин попадают в город, населённый кровавыми людоедами. Чтобы выбраться из плена им приходится очень постараться, особенно если учесть, что ко всему этому приложил руку Гору — злой брат Зулы.
- 05 — Сердце Ракхира. Раз в столетия, посреди океана, всплывает маленький остров — остаток древней Атлантиды. На нём, в храме, хранится могущественный артефакт — сердце Ракхира. И вот, за сердцем начинают одновременно охоту Конан с товарищами и злобный Рат-Амон.
- 06 — Люди Камня. Во время странствий по джунглям Конан и Зула сталкиваются со злобным карликом — торговцем дикими зверями. Но это пол-беды: им приходится сразиться с могущественной демонессой Медузой, способной своим взглядом превратить в камень.
- 07 — Ужасный Торринон. Конан с товарищами попадает в маленькую деревню, рядом с которой живёт могущественный колдун. Вскоре выясняется, что этот колдун (по имени Торринон) на самом деле маг-недоучка. Но героям приходится прийти ему на помощь, когда в деревушке появляется Рат-Амон.
- 08 — Грейвульф из Ксантуса. Конан попадает в город чародеев Ксантус (немного похожий на города в Индии), где знакомится с магом Грейвульфом и его братом и сестрой Мишей и Сашей. Как назло, поиск эликсира для Конана от проклятья камня оборачивается противостоянием с ведьмой Месмирой. Родичи Грейвульфа прокляты и превращаются в волков.
- 09 — Люди-тени. Конан оказывается в далекой стране Кусан (похожей на Китай), где ввязывается в борьбу за магическую статуэтку, способную вызвать дракона Кари.
- 10 — Коготь Провидения. Конан и Грейвульф оказываются в краю дикого племени пиктов, где умудряются сорвать попытку Рат-Амона похитить слитки звёздного металла. В конце истории Грейвульф получает своё оружие — магический жезл с наконечником, в роли которого выступает местный артефакт — коготь из небесного металла.
- 11 — Дьявольские всадники Сета. Конан с товарищами оказывается в южной Аквилонии, где помогают молодому графу Пуантена освободить фамильный замок, захваченный людьми-змеями. Но выясняется, что под замком находится древнее капище, где Рат-Амон хочет провести страшный ритуал.
- 12 — Гнездо Вингфенга. Конан и Джасмин вступают в противостояние с крылатым демоном Вингфенгом. Джасмин похищена и попадает в логово злодея, где узнаёт его историю: оказывается Вингфенг не всегда был уродом и злым.
- 13 — Семеро против Стигии. Конан с товарищами отправляется в Стигию, чтобы совершить рейд прямо в сердце империи людей-змей.

Сезон 2:
- 14 — Племенная война. По вине Рат-Амона между племенами ванирийцев и киммерийцев намечается война. Остановить её приходится Конану и Снеггу. Но для каждого из них это становится трудным выбором: что важнее — честь родного племени или правда.
- 15 — Проклятие Аксуна. Конан и Зула находятся в одном из южных королевств. Здесь им приходится спасать принцессу, разрушить козни Рат-Амона и принца Гору, а главное — сразиться со страшным огненным демоном.
- 16 — Король воров Шадизара. Конан и Джасмин приезжают по делам в Шадизар, где умудряются попасть в очередное приключение с магией и познакомиться с королём местных воров.
- 17 — Месть Джеббал-Сэга. Чтобы помочь пиктам противостоять людям-змеям Зула вызывает древнее божество природы Джеббала. Но Рат-Амон берёт над ним контроль, и Джеббал превращается в злобного демона Сета.
- 18 — Красное братство. Конан путешествует по морю Вилайет, где знакомится с пиратами из Красного Братства и их храброй предводительницей Валерией, а также участвует в поисках сокровищ на таинственном островке.
- 19 — Гром и молния. Рат-Амон задумывает очередную интригу против Конана: на этот раз он решает подставить киммерийцу фальшивого коня.
- 20 — Пропасть ветров. Конан участвует в поиске книги Скелоса — древнего манускрипта, обладающего невероятной силой.
- 21 — Хануман - обезьяний бог. В гирканских степях Конан с друзьями попадает в странный город, жители которого поклоняются гигантскому богу-обезьяне Хануману. Но друзья выясняют, что Хануман не бог, а обычный… пришелец из другого мира.
- 22 — Остров Наяд. Конан оказывается на странном острове, населённом созданиями из камня. Здесь ему приходится пройти несколько испытаний и в очередной раз сразиться с Рат-Амоном.
- 23 — Дни старости. Грейвульф попал в магическую ловушку и резко постарел. Конан решает отомстить колдунам и вернуть другу молодость.
- 24 — Рождение Рат-Амона. Конана заносит в прошлое, где он наблюдает появление Ратамона и его приход к власти в Стигии.
- 25 —  Возвращение на Землю. Демон Вингфенг снова человек по имени Вентурис. Но каким он будет — добрым или злым — не знает никто.
- 26 — Предательство императора. Путешествуя по востоку Конану приходится спасать принцессу, попавшую в руки таинственных колдунов.
- 27 — Иголка в стоге сена. Ниддл попадает в дом к богатому чиновнику, где умудряется столкнуться с агентом стигийцев.
- 28 — Возвращение в Тарантию. Конан и Джасмин приезжают в столицу Аквилонии — Тарантию, где узнают невероятную новость: нашлась мать Джасмин. Оказывается героиня — родом из знатной аристократической семьи. Но не всё так просто: дом родных Джасмин оказывается ловушкой Рат-Амона,а её отец-человек-змей. Что он выберет - преданность хозяину или семье?
- 29 — Книга Скелоса. Главные герои снова вынуждены искать древний артефакт и одновременно сражаться с людьми-змеями.
- 30 — Подвиги Конана. Конан знакомится с колдуном Тзо-Ланти, который обещает помочь киммерийцу расколдовать семью. Но на самом деле, колдун — жалкий мошенник.
- 31 — Амулет Вателоса. Конан случайно узнаёт историю из прошлого своего деда Конна о том, как в их семье очутился амулет Вателоса.
- 32 — Последние часы Конана. Конан попал под проклятье Рат-Амона и должен превратиться в человека-змея. При этом, он всячески пытается остаться человеком.
- 33 — Злой ветер Кусана. Конану приходится помогать семье Фальконера в поединке против злодеев, которые хотят захватить власть в Кусане.
- 34 — Одной крови. Киммериец встречает громилу-недотёпу, который возможно является его родичем.
- 35 — Дыхание дракона. В поисках приключений Конан снова встречается с драконом Кари.
- 36 — Королева Стигии. На этот раз героям противостоит ведьма Месмира, которая хочет захватить власть в Стигии.
- 37 — Чудовищная натура. И снова герои сражаются с Месмирой и выпутываются из её ловушек.
- 38 — Город Пылающего Черепа. Конан попадает в затерянный город, где ему приходится бороться с проклятьем магического черепа.
- 39 — Сын Атлантиды. Поиски древних сокровищ Атлантиды, до которых может добраться лишь настоящий потомок атлантов.
- 40 — Конн вновь в седле.. Снова противостояние с Месмирой. Но на этот раз киммерийцу помогает его дедушка Конн, с которого удалось снять проклятье.
- 41 — Падение Дреггса. Герои опять сталкиваются с карликом — торговцем животными и, по иронии судьбы, помогают слуге Рат-Амона Дреггсу.
- 42 — Дреггс-Амон Великий. Рат-Амон вынужден на время отойти от дел и поручает Дрексу хранить чёрное кольцо Сета. Неверный слуга решает стать новым правителем Стигии.
- 43 — Покровительница волков. Далеко на севере Конан сталкивается со стаей волков и их таинственной покровительницей.
- 44 — Конан и казаки. Конана заносит в лагерь разбойников и авантюристов, называющих себя казаками.
- 45 — Возвращение Торринона. Герои опять воюют с Рат-Амоном и помогают незадачливому колдуну Торринону.
- 46 — Дочь Снежного гиганта. В северных краях Конан и Снегг умудряются попасть во дворец бога Имира и познакомиться с его коварной дочкой Атали.
- 47 — Рог изобилия. Герои воют с Рат-Амоном за обладание волшебным рогом изобилия.
- 48 — Когда звонит ночной колокол. Конан и Фальконер хотят остановить злодея, который пытается вызвать древнего демона Шульгарета.
- 49 — Последний кинжал Ванира. На этот раз киммериец попадает к пиратам, где ему приходится искать звёздный металл.
- 50 — Шипы в ночи. Конан и Грейвульф пытаются достать у Месмиры волшебные цветы, способные вернуть человеческий облик Саше и Мише.
- 51 — Долина амазонок. Конан и Джасмин попадают в затерянную долину в джунглях, населённую… амазонками.
- 52 — Кости Дамбаллы. Конан и Зула ввязываются в противостояние двух колдунов.
- 53 — Карусель удачи. В некоем большом городе киммериец пытается помешать местному правителю жениться на представительнице людей-змей.
- 54 — Настоящее и будущее Конана. Конан попадает в альтернативный мир, где победило зло, Сет вернулся на землю, а его друзья погибают.
- 55 — Клинок судьбы. Меч Конана похищает молодой парень, вообразивший себя супербойцом. Киммерийцу приходится помогать незадачливому герою, пока того не уничтожил Рат-Амон.
- 56 — Клинок, секира и сюрикен. Конану в Кусане приходится выйти на поединок с громилой, чтобы спасти честь друзей.
- 57 — Восход полной луны. Конан и Грейвульф пытаются в полнолуние расколдовать Сашу и Мишу. А в это время Месмира из неудачливого и вредного колдуна создаёт демона Четырёх Стихий.
- 58 — Похититель душ. По вине принца Гору героям приходится охотиться на монстра, похищающего людские души.
- 59 — Лев Амра. Конан проходит испытание, чтобы найти себе союзника среди зверей.
- 60 — Бегство Рам-Амона. В борьбе с Рат-Амоном герои объединяют усилия с… его предшественником Рам-Амоном.
- 61 — Монстр из Звёздного металла. Конану приходится столкнуться с существом, созданным из металла.
- 62 — В Бездне. Киммериец отправляется в параллельный мир — Бездну, чтобы столкнуться с Сетом и зарядить магической энергией свой амулет.
- 63 — Земля в плену у людей-змей, часть 1. Рат-Амон построил пирамиды с дисками из звёздного металла и начинает ритуал возвращения Сета. Конан и его друзья пытаются этому помешать.
- 64 — Земля в плену у людей-змей, часть 2. Сет всё-таки вернулся на землю и люди-змеи начали большую войну. Героям приходится начать главное сражение со злом. И, как назло, ещё идут интриги Рам-Амона и Месмиры.
- 65 — Земля в плену у людей-змей, часть 3. Конан вступает в решающую битву. Ему удаётся победить Рат-Амона и изгнать Сета. А в конце всего, киммериец наконец снимает проклятье со своей семьи.